# Slavoluk
Slavoluk ili trijumfalni luk je osobit arhitektonski oblik koji su izmislili Rimljani. U početku su podizani u čast vojnih pobjeda i trijumfalnih dočeka (kako bi vojskovođa mogao s pobjedničkom vojskom kroz trijumfalni luk ujahati u grad). Najčešće su s jednim ili tri zasvođena prolaza, ukrašena stupovima ili polustupovima koji stoje na visokoj bazi. Ukrašeni su brojnim reljefima koji su i bit slavoluka. 

## Rimski slavoluci
Za rimske slavoluke vidi Popis slavoluka staroga Rima.
Najpoznatiji rimski slavoluci su u Rimu: Titov slavoluk, Slavoluk Septimija Severa i Konstantinov slavoluk; te u Francuskoj u Nimesu; u Alžiru u Timgadu; u Hrvatskoj u Puli, itd.
Konstantinov slavoluk, Podignut u neposrednoj blizini Koloseja je najveći i najsloženiji slavoluk u Rimskom Carstvu. Ukrašen je najvećim dijelom skulpturama uzetih sa starijih spomenika carskog doba (Trajanovih, Hadrijanovih i od Marka Aurelija). To je najočitije u kontrastu između velikih Hadrijanovih medaljona i Konstantinovog friza koji se nalazi odmah ispod njih. Dok su prvi rađeni sa svim prednostima i vještinom klasične skulpture, drugi su rađeni novim, jednostavnim stilom bez perspektive, kosih linija, skraćenja i dosta je plići.

## Popis slavoluka
| - Alžir - Timgad - Trajanov luk, djelomično obnovljen u obližnjem Rimskom kolonijalnom gradu. - Australia - Ballarat, Victoria, Slavoluk pobjede. - Austrija - Heldentor, rimski slavoluk u Carnutumu. - Siegestor u Innsbrucku. - Äußeres Burgtor (Vanjski portal na dvorcu), Beč. - Belgija - Slavoluk Cinquantenaire u Bruxellesu (podignut od 1880. – 1905.). - Meninska vrata, Ypres. - Bugarska - Radomirov slavoluk. - Kina - Slavoluk u Guangzhou. - Kanada - Prinčeva vrata, Toronto, Ontario. - Memorijalni lukiz 1923. na Kraljevskom vojnom sveučilištu Kanade u Kingstonu, Ontario. - Državni ratni spomenik u Ottawi. - Luk mira, Washington Blaine & Surrey. - Kanadski spomenik u Vimyju, Francuska. - Francuska. - Aix-les-Bains. - Besançon. - Carpentras: Augustov slavoluk. - Cavaillon. - Vrata sv. Macela. - Vrata sv. Petra. - Dijon: Porte Guillaume. - Marseille: Porte d'Aix iz 1825. - Montpellier: Porte du Peyrou iz 1692. - Nancy: a trgu Place Stanislas. - Orange. - Nimes: Porte d'Auguste (Augustov slavoluk). - Pariz: - Arc de Triomphe (1806. – 1836.). - Arc du Carrousel (1806. – 1808.). - Veliki luk, La Défense (1982. – 1989.). - Porte Saint-Denis. - Porte Saint-Martin. - Reims: Marsov slavoluk. - Saint Rémy de Provence: Rimski slavoluk Glanuma. - Saintes: Germanicusov slavoluk. - Vienne: Četvrtostruki ("piramidni") slavoluk, mjesto negdašnjeg amfiteatra. - Gambija - Luk 22., Banjul. | - Grčka - Galerijev luk, Solun. - Hadrijanov luk, Atena. - Hrvatska - Luk Sergijevaca u Puli. - Mađarska - Trijumfalni luk, Vác. - Njemačka - Brandenburška vrata, Berlin, usprkos uvriježenom vjerovanju ovo nije slavoluk. - Siegestor, München (1843. – 1850.) - Triumphtor, Potsdam. - Mainz: Luk Dativius Victor. - Indija - Vrata Indije, New Delhi. - Vrata Indije, Mumbai. - Irak - Ruke pobjede, Bagdad. - Irska - Fusilijerov luk, Dublin. - Italija - Rim: - Konstantinov slavoluk, podignut od 312. – 315. g. - Druzijev slavoluk, podignut u čast Nera Claudiusa Drususa - Galijanov slavoluk. - Slavoluk Septimija Severa, podignut 203. g. - Titov slavoluk iz 81. g. - Janusov slavoluk, Rim. - Trajanov slavoluk u Anconi podignut 113. g. - Augustov slavoluk, Aosta. - Trajanov slavoluk, Benevento tzv. Porta Aurea, podignut 114. g. - Slavolouk Campano, Capua. - Augustov slavoluk, Fano. - Slavoluk u vili Lorraine, Firenca, podignut od 1738. – 1759. g.; prvi podignuti slavoluk u Italiji poslije antike. - Slavoluk mira, Milano, podignut od 1807. – 1838. g. - Trijumfalni luk galerije Vittorija Emanuela II., Milano. - Augustov slavoluk u Riminiju iz 27. g. - Augustov slavoluk, Susa, podignut 7. g. pr. Kr. - Gavijev slavoluk, Verona. - Monumento ai caduti, Genova. - Arco romano a colle San Giusto, Trst. - Laos - Patuxay, Vientiane. - Libija - Tiberijev slavoluk, Leptis Magna, podignut 35. g. - Luk Marka Antonija i Lucija Vera Arhivirana inačica izvorne stranice od 21. ožujka 2008. (Wayback Machine), Tripoli. - Slavoluk Septimija Severa, Leptis Magna. | - Maroko - Trijumfalni luk, Volubilis. - Moldavija - Trijumfalni luk Chişinău. - Portugal - Trijumfalni luk, Lisabon. - Rumunjska - Trijumfalni luk, Bukurešt. - Rusija - Crvena vrata, Moskva - uništen. - Trijumfalni luk, na brdu Poklonaja, Kutuzovski prospekt, Moskva. - Moskovska trijumfalna vrata, Petrograd. - Trijumfalna vrata Narva, Petrograd. - Tara slavoluk, Omsk - Trijumfalni luk generalštaba na dvorskom trgu. - Kozački slavoluk u Novočerkasku. - Orlova vrata, Gatčina. - SAD - Monumentalni luk, Galveston, Teksas, podignut od 1987. – 1990. g. - Slavoluk pobjede, Newport News, Virginia. - Slavoluk mira, Washington & British Columbia. - Slavoluk vojnika i mornara, Trg velike armije, Brooklyn. - Memorijalni slavoluk u Tiltonu, New Hampshire. - Slavoluk na trgu Washington, New York. - Sirija - Slavoluk Septimija Severa, Latakija. - Palmira. - Sjeverna Koreja - Slavoluk pobjede (Pjongjang), Pjongjang. Ova kopija pariškog slavoluka je najveći slavoluk na svijetu. - Španjolska - Slavoluk pobjede (Madrid), Madrid. Posvećen 1956. g. nakon građanskog rata (1936. – 1939.) da obilježi Francovu pobjedu. - Slavoluk pobjede (Barcelona), Barcelona, napravljen kao ulaz za Svjetsku izložbu 1888. g. - Turska - Anazarbus. - Hadrijanova vrata u Antaliji. - Zlatna vrata, Yedikule. - Ukrajina - Slavoluk Katarine Velike, Novgorod. - Velika Britanija - Mramorni luk, London. - Wellingtonov slavoluk, Hyde Park, London. |

## Galerija
- Trijumfalni luk u centru Chişinău.
- Hadrijanov slavoluk u središtu Atene s Akropolom su pozadini.
- Trijumfalni luk u Lisabonu.
- Crvena vrata u Moskvi su bila rijedak primjer baroknog slavoluka.
- Luk 22 u Banjulu, Gambija.
- Privremeni trijumfalni luk u slavi izbora Emilia Aguinalda za predsjednika Filipini, 1899.
- Trijumfalni luk Kanadskog kraljevskog vojnog sveučilišta u Kingstonu, Ontario.

## Vanjske poveznice
- Lacus Curtius website: "Trijumfalni lukovi", William Smith, A Dictionary of Greek and Roman Antiquities, John Murray, London, 1875.
- Signa Romanorum: website rimskih spomenika.